# The Roop

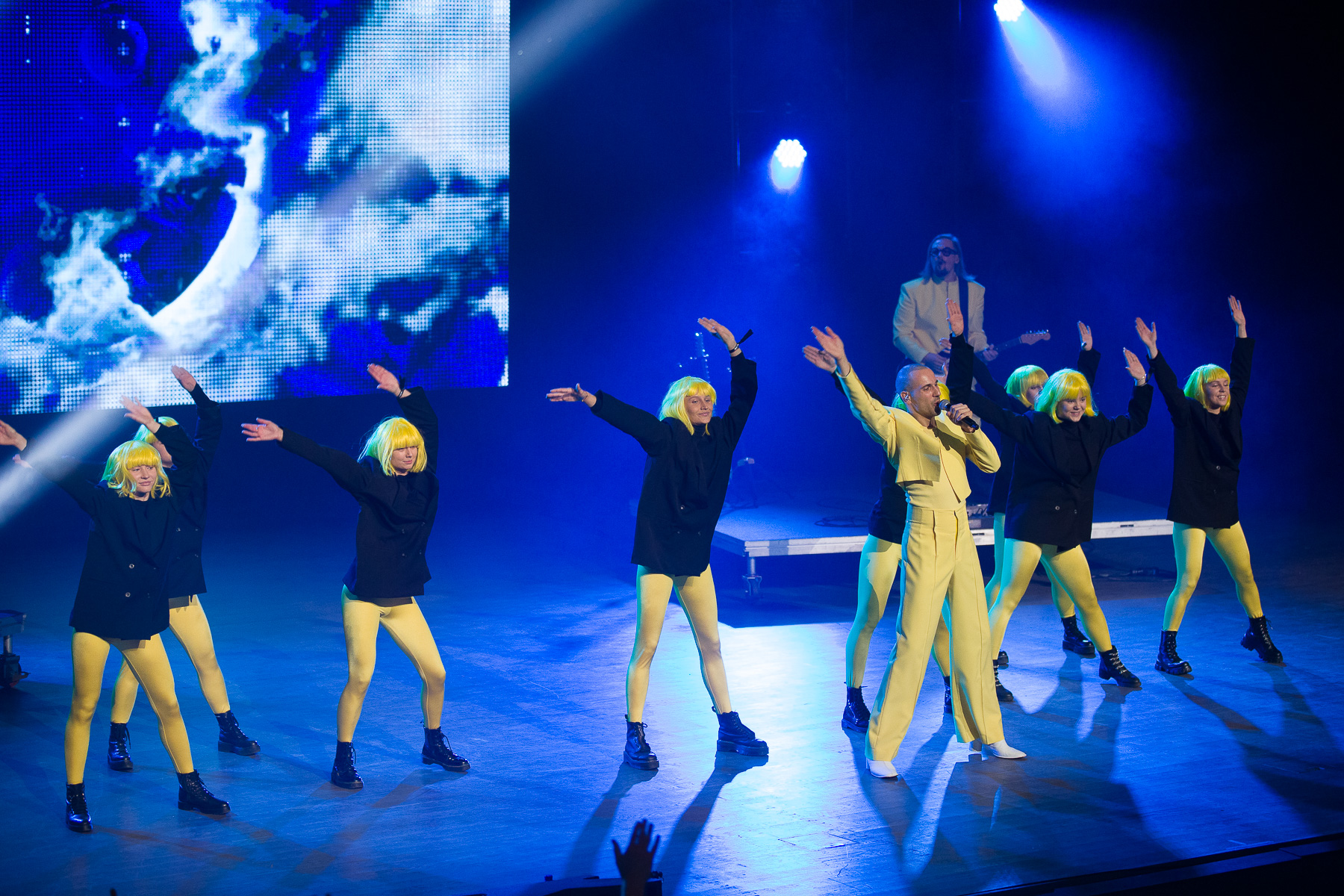

The Roop é uma grupo da Lituânia. Formado em 2014, o grupo é composto por Vaidotas Valiukevičius, Robertas Baranauskas e Mantas Banišauskas. Representariam o seu país, a Lituânia, no Festival Eurovisão da Canção 2020 em Roterdão com a música On Fire, cantada exclusivamente em inglês. O festival, porém, foi cancelado devido ao avanço da pandemia de Covid-19.

## História
Em 2020, The Roop venceu a final nacional da Lituânia para representar Lituânia no Eurovision Song Contest 2020. Com o cancelamento do festival, o grupo decidiu concorrer mais uma vez à vaga em 2021 apresentando a música Discoteque. Lançado em 22 de janeiro de 2021, o clipe da nova canção acumulou um milhão e meio de visualizações em cerca de 96 horas. O single também alcançou o #1 lugar no chart do Spotify na Lituânia poucas horas após a publicação do vídeo no YouTube.